# Turneria
Turneria és un gènere de formigues que pertany a la subfamília Dolichoderinae. Formen petites colònies de menys de 500 formigues obreres i nien en arbres i branques.

## Taxonomia
El gènere Turneria inclou 8 espècies:
- Turneria arbusta Shattuck, 1990
- Turneria bidentata Forel, 1895
- Turneria collina Shattuck, 1990
- Turneria dahlii Forel, 1901
- Turneria frenchi Forel, 1911
- Turneria pacifica Mann, 1919
- Turneria postomma Shattuck, 1990
- Turneria rosschinga Shattuck, 2011